# Heinrich Stein (Politiker)
Heinrich Stein (* 17. Januar 1896 in Bremen; † 15. Februar 1978) war ein deutscher Politiker (SPD) und Mitglied der Bremischen Bürgerschaft.  

## Biografie
Stein war als Büroangestellter in Bremen tätig. Er war Mitglied der SPD und seit 1952 Vorsitzender des SPD-Ortsvereines Hemelingen. Zu dieser Zeit hatte der Ortsverein 1.862 Mitglieder und war der größte Ortsverein im SPD-Kreisverein Bremen. 
 
Vom Oktober 1955 bis November 1967 war er 12 Jahre lang Mitglied der  Bremischen Bürgerschaft und in verschiedenen Deputationen tätig. Als SPD-Abgeordneter folgte ihn 1967 Helmut Fröhlich, ab 1971 Innensenator von Bremen.